# Hunsdon House
Hunsdon House est une maison historique à Hunsdon, Hertfordshire, Angleterre, au nord-ouest de Harlow. Construite à l'origine au XVe siècle, c'est notamment le domaine d'Henri VIII d'Angleterre. Elle est reconstruite plusieurs fois depuis lors et n'est plus aussi grande qu'elle l'était à l'époque Tudor. C'est un bâtiment classé Grade I.

## Histoire ancienne
Elle est construite à l'origine en brique en 1447 par William Oldhall sous la forme d'une tour, mais comme Oldhall soutient la maison d'York pendant la Guerre des Deux-Roses, il est dépouillé de la propriété par le Lancastre Henri VI. Lors de l'accession au trône du Yorkiste Édouard IV en 1471, la terre est restituée à la famille Oldhall. John Oldhall meurt alors à la bataille de Bosworth et avec le retour au pouvoir des Lancastriens, le domaine est repris par Henri VII . Henry l'échange à sa mère Margaret Beaufort pour Old Soar Manor dans le Kent en 1503 . Après la mort de Margaret en 1509, son petit-fils Henri VIII le donne à Thomas Howard (2e duc de Norfolk) en 1514 . Thomas Howard (3e duc de Norfolk) réduit la hauteur de la tour pour des raisons de sécurité en 1524 .

## L'ère Tudor

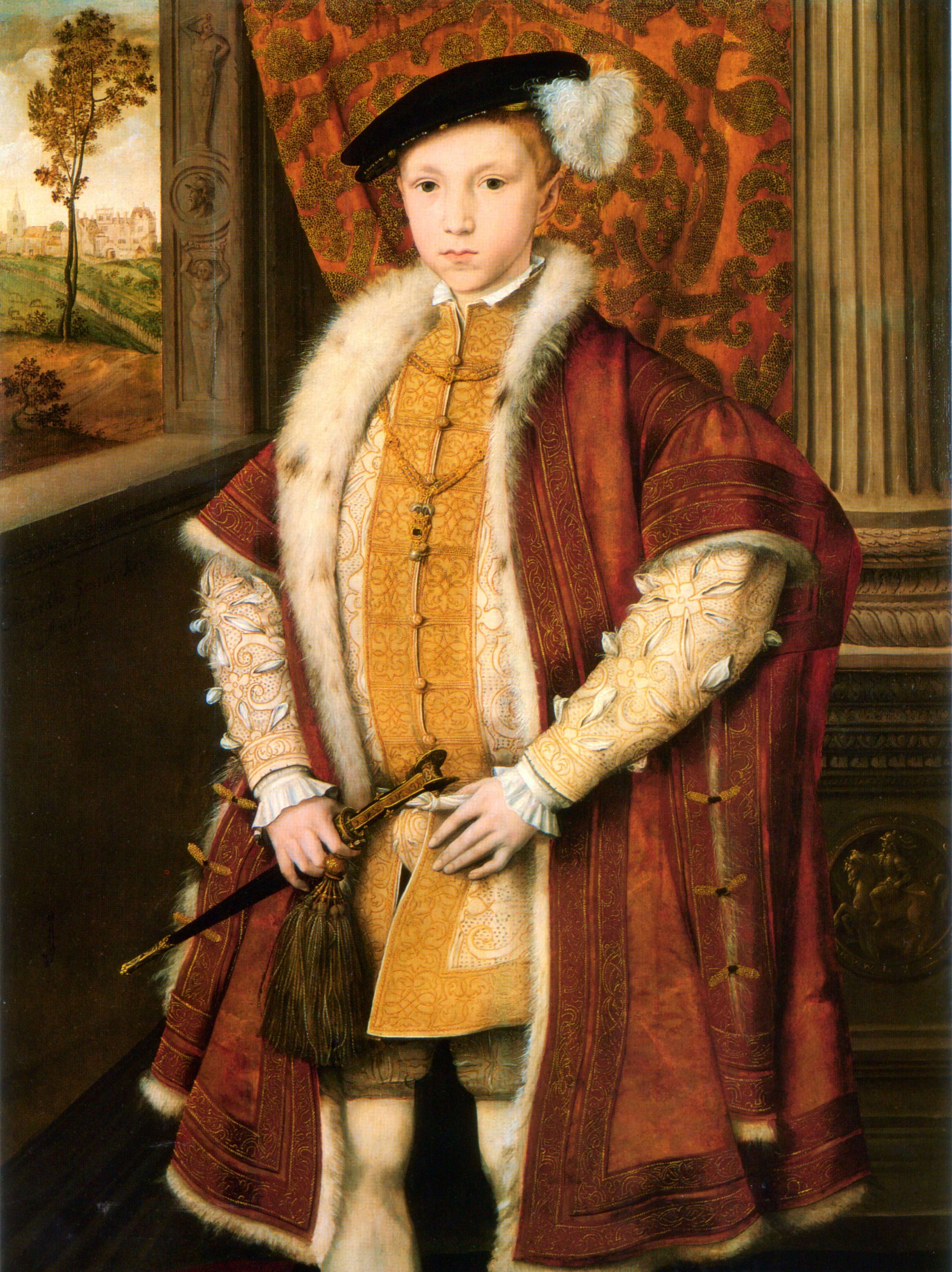
Portrait d'Édouard VI, avec Hunsdon House en arrière-plan

Lorsque Henry VIII en reprend possession en 1525 après la mort de Thomas Howard, il entreprend d'agrandir la maison en un domaine somptueux de style Tudor, avec des appartements royaux et même un fossé . Bien qu'il vienne fréquemment et qu'il aime chasser dans le parc aux cerfs  la maison est principalement utilisée pour ses enfants, en particulier Mary, qui y vit jusqu'à son accession au trône . Elle hérite de la maison après la mort de son père et la garde jusqu'à sa mort . Le prince Edward a notamment passé beaucoup de temps à Hunsdon, et en 1546, son portrait est peint avec la maison en arrière-plan . Élisabeth Ire fait de son cousin Henry Carey le premier baron Hunsdon, après lui avoir accordé la maison en 1559 .

## Les siècles récents

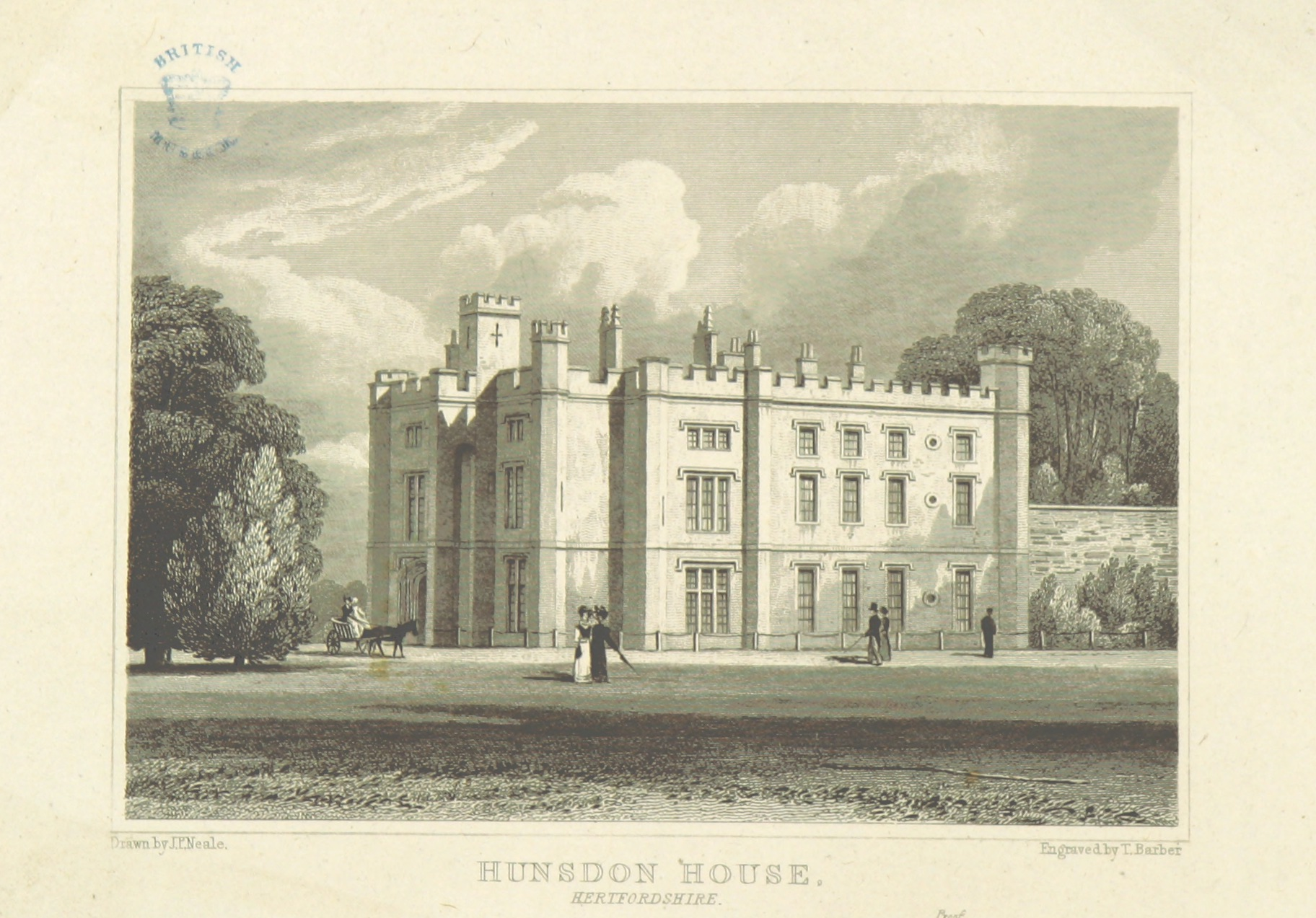
Un dessin de Hunsdon House de 1818 par l'artiste John Preston Neale. Détenu par la British Library.

Le manoir reste dans la famille Carey pendant plus de 100 ans, après quoi il passe à la famille Bluck puis à la famille Calvert . Une grande partie des agrandissements d'Henri VIII sont démolis au début du XVIIe siècle et les douves sont comblées au XVIIIe siècle . La maison est reconstruite au début du XIXe siècle, mais les rénovations de 1860 par Nicolson Calvert changent une grande partie de l'architecture en un style élisabéthain ,. Une dernière rénovation en 1983 révèle une partie de la maçonnerie du XVe siècle. La maison actuelle fait moins du quart de sa taille sous Henri VIII .
Aujourd'hui, le bâtiment est classé Grade I, propriété privée et non ouvert au public. Il est possible de voir l'extérieur depuis les sentiers publics en se promenant dans la région .